# Eleanor Campbell

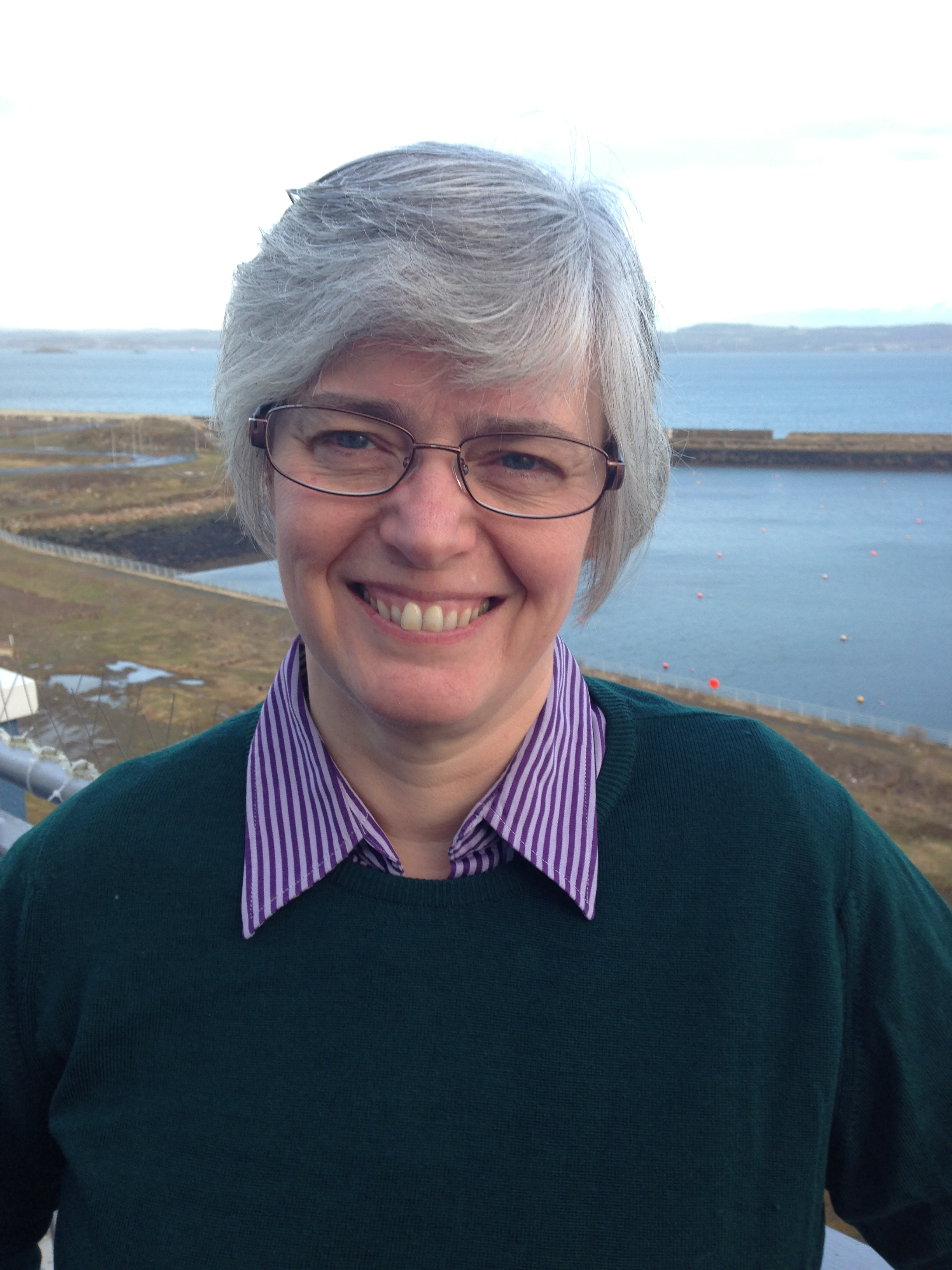
Eleanor Campbell

Eleanor Elizabeth Bryce Campbell (* 13. April 1960 in Rothesay, Isle of Bute) ist eine britische physikalische Chemikerin und Vorsitzende des Lehrstuhls für Chemie an der Universität Edinburgh.
Ihr Forschungsschwerpunkt sind die Eigenschaften von p-Aminohippursäuren (PAH) und Fullerenen (Polycyclische aromatische Kohlenwasserstoffe) in der Gasphase sowie die Erforschung von porösen Materialien aus Kohlenstoff in Zusammenhang mit Kohlenstoffbindungen.
Die Forschungsgruppe mit Sitz in Edinburgh besteht seit 1990.

## Werdegang
Ihren B.Sc. erwarb Campbell im Jahr 1982 an der Universität Edinburgh, drei Jahre später promovierte sie sich ebendort (Ph.D. in Chemistry). Die Venia Legendi erwarb Campbell 1992 in Freiburg, wo sie von 1988 bis 1993 tätig war. Von 1993 bis 1998 leitete sie eine Abteilung am Max-Born-Institut in Berlin. In den Jahren 1998 bis 2008 hatte sie an der Physikalischen Fakultät der Universität Göteborg die Leitung des Bereichs Atom- und Molekularphysik inne. 2007 kam sie an die Universität Edinburgh zurück als Chair of Physical Chemistry und ab 2013 als Chair of Chemistry. Daneben war sie 2009–2018 Gastprofessor an der Division of Quantum Phases and Devices der Konkuk University in Südkorea.
2018 wurde sie zum Mitglied der Academia Europaea gewählt.

## Publikationen
- Accurate and Precise Determination of Mechanical Properties of Silicon Nitride Beam Nanoelectromechanical Devices, H. Kim, D.H. Shin, K. McAllister, M. Seo, S. Lee, I.S. Kang, B.H. Park, E.E.B. Campbell, S.W. Lee, ACS Appl. Mater. Interfaces, 9, 7282 – 7287 (2017), DOI: 10.1021/acsami.6b16278
- Comparison of amine-impregnated mesoporous carbon with microporous activated carbon and 13X zeolite for biogas purification, J.A.A. Gibson, A.V. Gromov, S. Brandani, E.E.B. Campbell, J. Porous Mat., 24, 1473 – 1479 (2017), DOI: 10.1007/s10934-017-0387-0
- Low-lying, Rydberg states of polycyclic aromatic hydrocarbons (PAHs) and cyclic alkanes E. Bohl, B. Mignolet, J.O. Johansson, F. Remacle, E.E.B.Campbell, PhysChemChemPhys, 19, 24090 – 24099 (2017), DOI: 10.1039/c7cp03913a
- Super-atom molecular orbital excited states of fullerenes, J.O. Johansson, E. Bohl, E.E.B. Campbell, Phil. Trans. Roy. Soc. A 374, 20150322 (2016), DOI: 10.1098/rsta.2015.0322